# Chórto
Chórto, en grec moderne : Χόρτο, est un village du dème du Pélion-du-Sud, dans le district régional de Magnésie, en Thessalie, Grèce.
Selon le recensement de 2011, la population du village s'élève à 147 habitants.